# Мъже в черно 3
„Мъже в черно 3“ (на английски: Men in Black 3) е американска комедия от 2012 г., на режисьора Бари Зоненфелд. Премиерата на филма е на 25 май 2012 г.

## Сюжет
Внимание:  Текстът по-долу разкрива сюжета на произведението (или части от него)!
Агентите ще се изправят срещу извънземни по едно изключително разследване с преодоляване на бариерите не само във пространството, но и във времето. През 2012 г. извънземен престъпник на име Борис – Звяра, последният боглодит, бяга от затвор с максимална степен на сигурност, разположен на Луната, за да отмъсти на агент К, който е застрелял лявата му ръка и го заловил през 1969 г. Той се изправя срещу агент К и неговия партньор агент J, и му казва, че е „вече мъртъв“. Обратно в централата на MiB, агент J открива, че агент K е отговорен не само за залавянето на извънземния нарушител Борис – Звяра, но и за разполагането на „ArcNet“ {ArcNet <=> Attached resource of computer network, т.е. прикачен ресурс за компютърна мрежа – комуникационен протокол от 1976 г. за локалната мрежа от 2200 микрокомпютъра. ArcNet е първата широко достъпна мрежова система за микрокомпютри; Разработена е през 1976 г. от роденият в САЩ инженер Виктор Пуур (1933 – 2012) и става популярна през 80-те години на 20-ти век във връзка със задачи по автоматизация на офисните дейности. След това той се прилага за вградени системи, като някои функции на протокола са специално полезни. } – щит, който не позволява на боглодитите да завладеят Земята, което води до тяхното изчезване. Борис пътува назад във времето до 16 юли 1969 , за да убие младия агент Кей (К), променяйки по този начин хронологията на историята. Тъй като само паметта на агент Джей (J) по някакъв начин не е засегната, никой друг в Агенцията не разбира неговите въпроси и знания по отношение на агент Кей (K), докато агент Оу (O), новият шеф на „мъже в черно“ след смъртта на Зед, в крайна сметка обединява непостоянните действия на агента J като признаци, че е имало фрактура в пространствено-времевото пространство / измерение. Когато агент Кей (K) изчезва, ArcNet така и не е разгърната и днешната планета Земя е беззащитна от извънземна боглодитска инвазия. Знаейки от записите на Агенцията, че Борис ще извърши убийство в Кони Айлънд (крайбрежна атракционна туристическа алея в Ню Йорк в САЩ) през 1969, агент Джей (J) пътува назад във времето до 15 юли 1969 със задачата да ликвидира завинаги извънземния нарушител Борис – Звяра. Той обаче е арестуван от младия агент Кей (K), който го отвежда в централата на „Мъже в черно“ и се готви да го неврализира, но в последния момент решава да разследва твърденията му, че е пристигнал от бъдещето с цел да спре Борис. Агентите K (кей) и J (джей) следват улики, които ги водят до боулинг алея, а след това The Factory, където агентът на MiB под прикритие Анди Уорхол ги насочва към Грифин, последния Арчанан. Грифин, който може да види всички възможни бъдещи срокове и резултати, усеща, че опасния извънземен Борис-Звяра иде и побягва, като успява да каже на агент Джей (J) и на агент Кей (K) къде да се срещнат, за да може да им предаде ArcNet . Те се срещат с Грифин на стадион Ши, след което той е заловен от Борис. Агентите Джей (J) и Кей (K) преследват и спасяват Грифин, придобивайки ArcNet . Младият Борис избягва и остарелият Борис пристига рано сутринта на 16 юли 1969 и те се обединяват. След като агент K първоначално приема новината за това какво ще му причини лошият остарял извънземен Борис-животното, той заедно с Грифин и с агент Джей (J) използват реактивни раници, за да прелетят до Кейп Канаверал (военна база в САЩ за изстрелване на космически ракети разположена в крайбрежието в източната част на п-ов Флорида), където да прикачат ArcNet към ракетата Аполо 11, с цел да бъде изведена и разположена в околоземна орбита, и в крайна сметка компютърната мрежа да бъде арестувана от военните. Грифин показва на скептичен полковник бъдещето, разкривайки му важността на тяхната мисия и военния началник им помага да стигнат до мястото за изстрелване . Докато агентите се изкачват нагоре по изстрелващата кула на ракетата, те биват атакувани от младия Борис и от остарелия Борис . Агент Джей (J) използва устройството си за пътуване във времето, за да избегне атаките на стария Борис-животното и за да го събори от стартовата кула към която бива временно прикрепен космическия кораб . Агент Кей (К) ранява лявата ръка на младия Борис-животното който изгубил частично опора пада от кулата за изстрелване на космически ракети/кораби, като същевременно възстановява историческата хронология . Агент Кей (К) прикрепя ArcNet към ракетата и той се разгръща успешно при изстрелването на ракетата, като старият Борис-животното е изпепелен от издухващата изгорелите газове система на ракетата-носител . Младият извънземен престъпник Борис-животното атакува агент Кий (К) на плажа, но полковникът съумява да спаси агент Кей (К), но умира в тази защита . Борис се опитва да го накара да го арестува, така че историята да се повтори, но агент Кей (К) го убива, нарушавайки цикъла. Малкият син на полковника Джеймс пристига и когато той пита за баща си, К го неврализира и му казва само, че баща му е герой. Наблюдавайки отдалеч, агент Джей (J) осъзнава, че той е Джеймс и че агент Кей (K) го е наблюдавал през целия му живот и неговото присъствие е било причината, поради което космически-времевото счупване не е успяло да промени паметта му. След завършване на мисията си агент  Джей (J) се завръща в 2012 , където се помирява с агент Кей (K), който му казва, че извънземните пришълци боглодити са изчезнали в продължение на 40 години, агент J намеква новите си познания за тайната, която агент Кей (К) е укривал, с цел да го защити, и му благодари. Грифин наблюдава това и разбивайки четвъртата стена, казва, че това е новият му любим момент в човешката история.

## Актьорски състав
| Актьор          | Роля               |
| --------------- | ------------------ |
| Томи Лий Джоунс | агент Кей (K)      |
| Уил Смит        | агент Джей (J)     |
| Джош Бролин     | млад агент Кей (K) |
| Джемейн Клемент | Борис-животното    |
| Михаел Щухлбарг | Грифин             |
| Ема Томпсън     | агент О            |
| Никол Шерзингер | Лили               |
| Михаел Чернус   | Джефрей Принс      |
| Майк Колтър     | полковник          |
| Алис Ива        | млад агент О       |
| Дейвид Раше     | агент Екс (X)      |
| Бил Хадър       | Анди Уорхол        |